# Rusty Lake
Rusty Lake es una compañía independiente fundada en 2015, que desarrolla videojuegos y tiene su sede en los Países Bajos. Sus creadores son Robin Ras y Maarten Looise. Sus juegos están diseñados para Android, iOS y PC, y consisten en salas de escape con la modalidad point and click. «Rusty Lake» hace referencia tanto al nombre de la empresa como al universo narrativo de los juegos. Hacia 2020, lanzaron quince juegos, entre los que se cuentan Rusty Lake Hotel, Rusty Lake: Roots y Rusty Lake: Paradise, junto con The Cube Escape Collection.  Dicho año, con intención de celebrar el primer lustro de su franquicia, Ras y Looise reeditaron Samsara Room, un juego que diseñaron antes de crear su compañía.

## Estilo
Los primeros juegos que desarrolló la compañía fueron los de la serie Cube Escape, aunque con sus videojuegos posteriores —Rusty Lake Hotel, Rusty Lake: Roots y Rusty Lake Paradise— ampliaron su mundo.
En su página oficial, sus creadores reconocieron haberse inspirado en la serie de David Lynch Twin Peaks para definir su estilo «surrealista»; de hecho, en Cube Escape: Theatre recrean una escena de dicha serie. También declararon que sus juegos están interconectados y son parte del mismo universo narrativo. Sus obras suelen contar con escenarios dibujados a mano y enigmas que deben resolverse para que la trama avance. Se ha definido la atmósfera de sus juegos como surrealista, macabra, gótica y victoriana, incluso desagradable en ciertos momentos. Por otra parte, también hace uso del terror y del humor negro. Además, la compañía suele emplear símbolos bíblicos en sus juegos. Por ejemplo, en Roots existen referencias a la historia de Caín y Abel y en Paradise, a las plagas de Egipto. En otros, como en Samsara Room, utilizan conceptos del budismo y el hinduismo.
Rusty Lake también combina el cine con los videojuegos. En 2018 se lanzó Cube Escape: Paradox, que presenta dos capítulos (de los cuales el segundo es pago) y un cortometraje de 18 minutos, dirigido por  Sean Van Leijenhorst. Fue creado con el fin de proporcionar pistas que sirven para resolver los acertijos de Paradox. Se presentó en el festival de cine de Leiden y ganó el premio a mejor película hecha con o a través de un videojuego en el FilmFest Altenburg de 2019.
En 2021, Rusty Lake anunció la publicación de The Past Within con un tráiler. Se trata de un juego multijugador para dos personas, cuya trama se centra en Albert Vanderboom, personaje que apareció antes en Roots. En noviembre de 2022 se lanzó el juego y obtuvo reseñas favorables por su formato colaborativo.

## Recepción
En el sitio Metacritic, los juegos de Rusty Lake suelen tener una puntuación moderada. Hotel recibió una calificación de 65, mientras que Roots tuvo una puntuación de 75.

## Premios
| Juego                      | Fecha de lanzamiento     | Premio                                                                                   | Resultado |
| -------------------------- | ------------------------ | ---------------------------------------------------------------------------------------- | --------- |
| Cube Escape: Seasons       | octubre de 2015          | Casual Connect Tel Aviv, mejor narración (2015)                                          | Nominado  |
| Rusty Lake: Roots          | 2015                     | Indie Prize Tel Aviv, mejor narración (2016)                                             | Ganador   |
| Cube Escape: Arles         | 14 de junio de 2015      | Daily Feature                                                                            | Ganador   |
| Cube Escape: Case 23       | 10 de agosto de 2015     | New Feature (segundo premio)                                                             | Ganador   |
| Cube Escape: The Mill      | 13 de septiembre de 2015 | Daily Feature                                                                            | Ganador   |
| Cube Escape: Birthday      | 22 de febrero de 2016    | Daily Feature                                                                            | Ganador   |
| Cube Escape: Theatre       | 25 de abril de 2016      | Daily Feature                                                                            | Ganador   |
| Rusty Lake: Roots          | 2015                     | Lista de los diez mejores juegos independientes de Google Play (2017)                    | Nominado  |
| Cube Escape: Paradox       | 2018                     | Premio Google Play (categoría «más original»)                                            | Nominado  |
| Paradox: A Rusty Lake Film | 2018                     | Premio a mejor película hecha con o a través de un videojuego (FilmFest Altenburg, 2019) | Ganador   |
| The White Door             | Enero de 2020            | Festival de Juegos Independientes de Google Play                                         | Ganador   |

## Lista de videojuegos

### SerieCube Escape
- Cube Escape: Seasons (2015)
- Cube Escape: The Lake (2015)
- Cube Escape: Arles (2015)
- Cube Escape: Harvey's Box (2015)
- Cube Escape: Case 23 (2015)
- Cube Escape: The Mill (2015)
- Cube Escape: Birthday (2016)
- Cube Escape: Theatre (2016)
- Cube Escape: The Cave (2017)
- Cube Escape: Paradox (2018)
- Cube Escape Collection (2023)

### Otros
- Samsara Room (2020)[24]
- Rusty Lake Hotel (2015)
- Rusty Lake: Roots (2016)
- Rusty Lake Paradise (2018)
- The White Door (2020)
- The Past Within (2022)
- Underground Blossom (2023)